# Sigmund Skard-stipendet

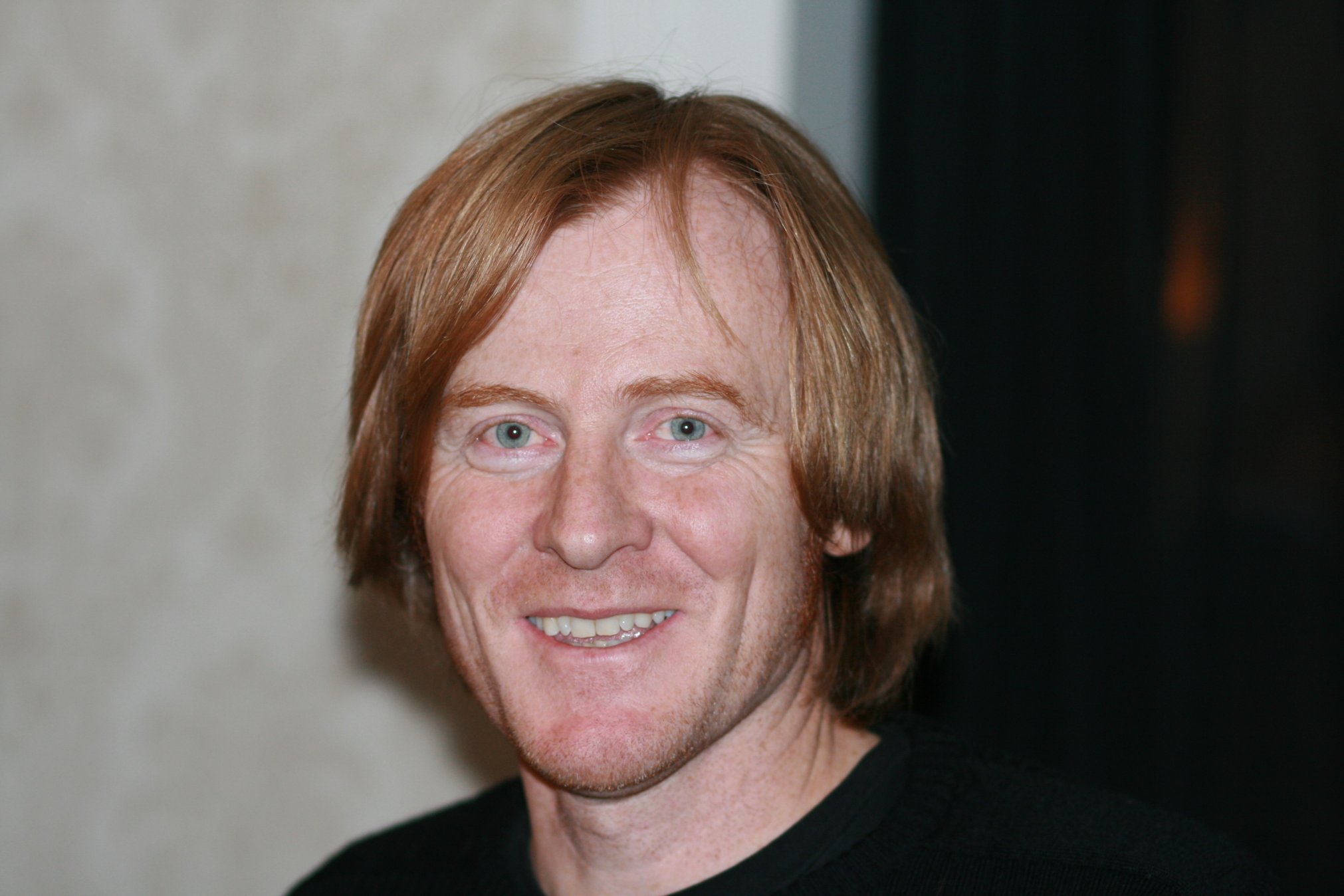
Edmund Austigard,
Fick priset 2008

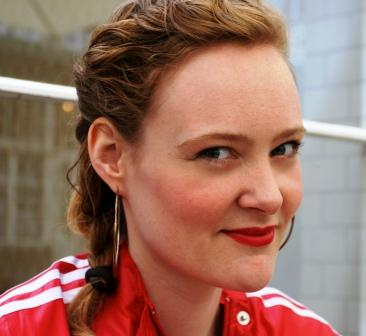
Ingelin Røssland,
Fick priset 2007

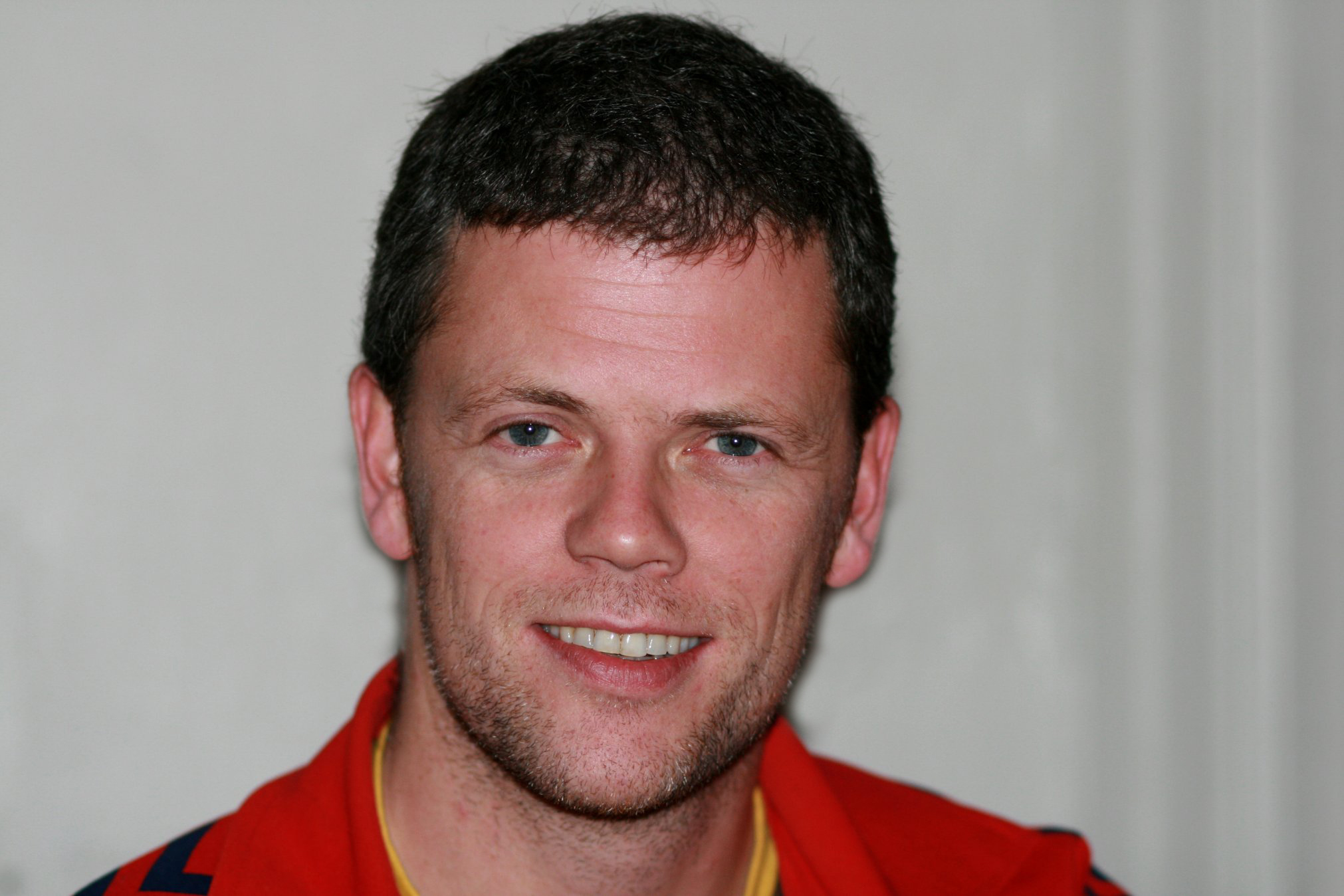
Are Kalvø,
Fick priset 2001

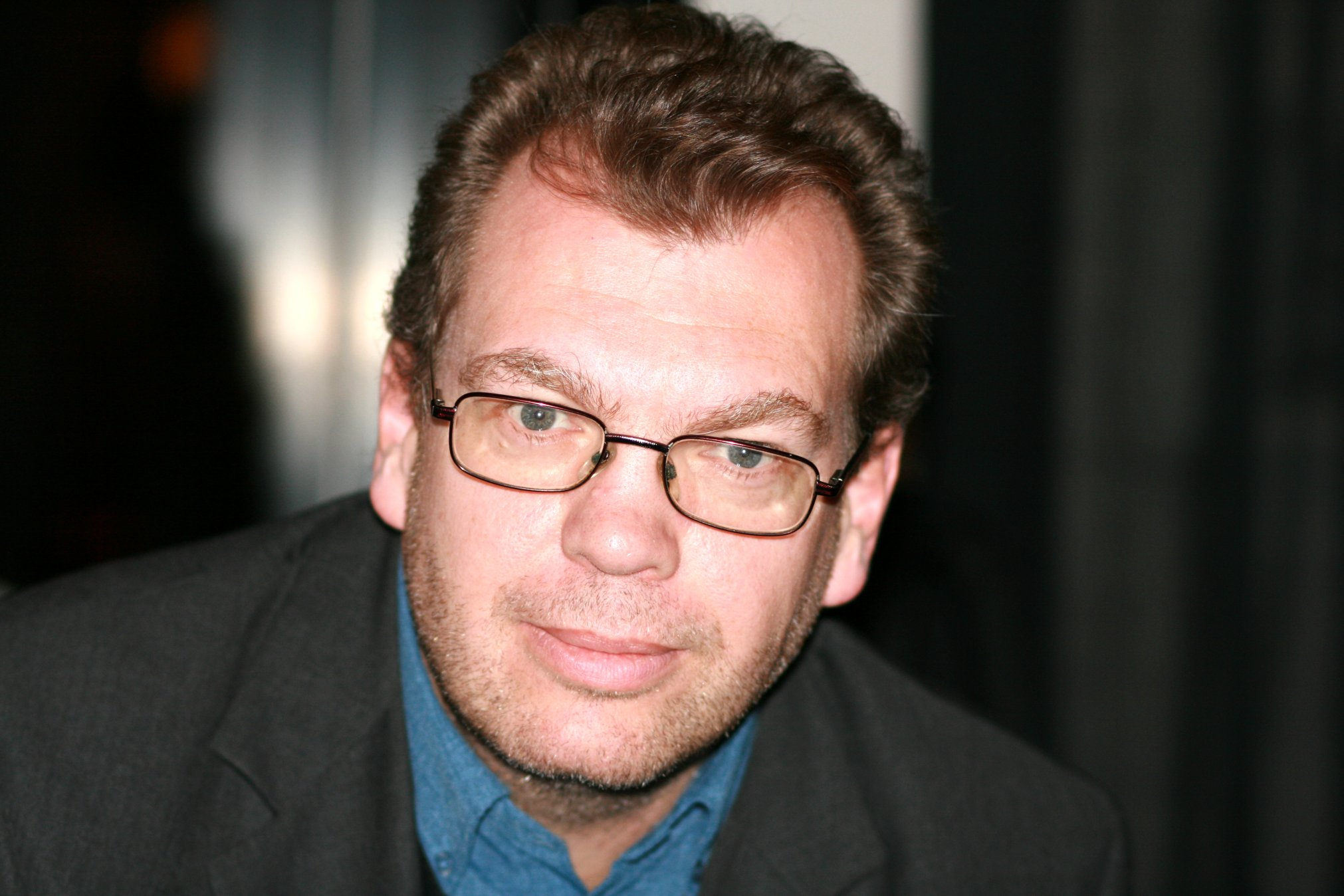
Frode Grytten,
Rick priset 2000

Sigmund Skard-stipendet är ett norskt litterärt pris som delas ut en gång per år av Det Norske Samlaget. Stipendet är på 25 000 norska kronor. Det har fått sitt namn efter Sigmund Skard.

## Pristagare
- 1995 – Eva Jensen
- 1996 – Erna Osland
- 1997 – Liv Nysted
- 1998 – Einar Økland
- 1999 – Solveig Aareskjold
- 2000 – Frode Grytten
- 2001 – Are Kalvø
- 2002 – Brit Bildøen
- 2003 – Rønnaug Kleiva
- 2004 – Olaug Nilssen
- 2005 – Arild Rein
- 2006 – Sigmund Løvåsen
- 2007 – Ingelin Røssland
- 2008 – Edmund Austigard
- 2009 – Sigrid Merethe Hanssen
- 2010 – Jan Roar Leikvoll
- 2011 – Mette Karlsvik
- 2012 – Delades inte ut
- 2013 – Maria Parr